# Campeonato de Brasil de hockey sobre patines
El Campeonato de Brasil de hockey sobre patines es una competición que se disputa a nivel nacional en Brasil anualmente, desde 1972. Este campeonato es organizado por la Confederação Brasileira de Hóquei e Patinação (CBHP) y se disputa en una única sede a lo largo de una semana en los meses de octubre o noviembre. Participan los equipos mejor clasificados en los distintos campeonatos estatales:
- Campeonato Paulista, en el Estado de São Paulo
- Campeonato de Pernambucano, en el Pernambuco
- Campeonato Carioca, en el Estado de Río de Janeiro
- Campeonato Cearense, en Ceará

## Historial
| Ed.     | Año  | Tabla de clasificaciones       | Tabla de clasificaciones      | Tabla de clasificaciones       | Tabla de clasificaciones       |
| Ed.     | Año  | Campeón                        | Subcampeón                    | Tercer clasificado             | Cuarto clasificado             |
| ------- | ---- | ------------------------------ | ----------------------------- | ------------------------------ | ------------------------------ |
| I       | 1972 | Clube Regatas Santista         |                               |                                |                                |
| IX      | 1985 | Sertaozinho Hóquei Clube       | Clube Portugues do Recife     | Internacional de Santos        | Sport Club do Recife           |
| XVII    | 1993 | Sport Club do Recife           |                               |                                |                                |
| XVIII   | 1994 | Sociedade Esportiva Palmeiras  |                               |                                |                                |
| XIX     | 1995 | Sertaozinho Hóquei Clube       | Sociedade Esportiva Palmeiras | Sport Club do Recife           | Clube Portugues do Recife      |
| XX      | 1996 | Sertaozinho Hóquei Clube       |                               |                                |                                |
| XXI     | 1997 | Sport Club do Recife           |                               |                                |                                |
| XXII    | 1998 | Clube Portugues do Recife      |                               |                                |                                |
| XXIII   | 1999 | Sertaozinho Hóquei Clube       | Clube Portugues do Recife     | Sport Club do Recife           | Sociedade Esportiva Palmeiras  |
| XXIV    | 2000 | Clube Portugues do Recife      |                               |                                |                                |
| XXV     | 2001 | Sertaozinho Hóquei Clube       |                               |                                |                                |
| XXVI    | 2002 | E.C. Correas Petrópolis        |                               |                                |                                |
| XXVII   | 2003 | Sertaozinho Hóquei Clube       |                               |                                |                                |
| XXVIII  | 2004 | Sertaozinho Hóquei Clube       | E.C. Correas Petrópolis       | Ass. Portuguesa de Desportos   | Internacional de Santos        |
| XXIX    | 2005 | Sertaozinho Hóquei Clube       | E.C. Correas Petrópolis       | Sport Club do Recife           | Clube Portugues do Recife      |
| XXX     | 2006 | Sertaozinho Hóquei Clube       |                               |                                |                                |
| XXXI    | 2007 | Sertaozinho Hóquei Clube       | Sport Club do Recife          | Clube Portugues do Recife      | Clube Náutico Capibaribe       |
| XXXII   | 2008 | Sertaozinho Hóquei Clube       | Sport Club do Recife          | Clube Náutico Capibaribe       | Veteranos Hóquei Clube         |
| XXIII   | 2009 | Sertaozinho Hóquei Clube       | Clube Portugues do Recife     | Sport Club do Recife           | Clube Náutico Capibaribe       |
| XXXIV   | 2010 | Sport Club do Recife           | Clube Portugues do Recife     | Sertaozinho Hóquei Clube       | Ass. Portuguesa de Desportos   |
| XXXV    | 2011 | E.C. Correas Petrópolis        | Sport Club do Recife          | Ass. Portuguesa de Desportos   | Clube Portugues do Recife      |
| XXXVI   | 2012 | Sertaozinho Hóquei Clube       | Sport Club do Recife          | Ass. Portuguesa de Desportos   | Mogiana Hóquei Clube           |
| XXXVII  | 2013 | Sport Club do Recife           | Sertaozinho Hóquei Clube      | Clube Náutico Capibaribe       | Clube Portugues do Recife      |
| XXXVIII | 2014 | Sport Club do Recife           | Mogiana Hóquei Clube          | Sertaozinho Hóquei Clube       | Clube Náutico Capibaribe       |
| XXXIX   | 2015 | Mogiana Hóquei Clube           | Sport Club do Recife          | Clube Náutico Capibaribe       | Ass. Portuguesa de Desportos   |
| XL      | 2016 | Mogiana Hóquei Clube           | Ass. Portuguesa de Desportos  | Sport Club do Recife           | Sertaozinho Hóquei Clube       |
| XLI     | 2017 | Ass. Portuguesa de Desportos   | Sport Club do Recife          | Clube Portugues do Recife      | Mogiana Hóquei Clube           |
| XLII    | 2018 | Sport Club do Recife           | Sertaozinho Hóquei Clube      | Clube Portugues do Recife      | Ass. Portuguesa de Desportos   |
| XLIII   | 2019 | Sertaozinho Hóquei Clube       | Sport Club do Recife          | Mogiana Hóquei Clube           | Clube Internacional de Regatas |
| XLIV    | 2021 | Sertaozinho Hóquei Clube       | Ass. Portuguesa de Desportos  | Clube Internacional de Regatas | Casa de Portugal Teresópolis   |
| XLV     | 2022 | Clube Internacional de Regatas | Clube Portugues do Recife     | Sertaozinho Hóquei Clube       | Ass. Portuguesa de Desportos   |
| XLVI    | 2023 | Sertaozinho Hóquei Clube       | Clube Portugues do Recife     | Clube Internacional de Regatas | Mogiana Hóquei Clube           |
| XLVII   | 2024 | Clube Internacional de Regatas | Clube Portugues do Recife     | Sport Club do Recife           | Sertaozinho Hóquei Clube       |

## Palmarés
| Equipo                                | Títulos |
| ------------------------------------- | ------- |
| Sertaozinho Hóquei Clube              | 22      |
| Sport Club do Recife                  | 6       |
| Clube Portugues do Recife             | 4       |
| Clube Internacional de Regatas Santos | 3       |
| Clube de Regatas Santista Santos      | 2       |
| Sociedade Esportiva Palmeiras         | 2       |
| Esporte Clube Correas Petrópolis      | 2       |
| Mogiana Hóquei Clube                  | 2       |
| Ass. Portuguesa de Desportos          | 2       |
| Smar Hóquei Clube                     | 1       |
| Total                                 | 46      |

| Estado         | Títulos |
| -------------- | ------- |
| São Paulo      | 34      |
| Pernambuco     | 10      |
| Río de Janeiro | 2       |
| Ceará          | 0       |
| Total          | 46      |